# 战争列表
战争和军事冲突列表，分别按照时间、地域、类型排列。
本列表尽可能地收集了世界历史上发生的所有军事冲突。
敬请注意：尽管军事冲突的参战各方并未正式宣战，但仍属于此处所指战争的范畴。

## 列表

### 按时间划分
- 战争列表 (古代－1000年)（英语：List of wars: before 1000）
- 战争列表 (1000年－1499年)（英语：List of wars: 1000–1499）
- 战争列表 (1500年－1799年)
- 战争列表 (1800年－1899年)
- 战争列表 (1900年－1944年)
- 战争列表 (1945年－1989年)
- 战争列表 (1990年－2002年)
- 战争列表 (2003年至今)
- 進行中武裝衝突列表

## 按地域划分
- 美洲衝突列表
  - 北美洲衝突列表（英语：List of conflicts in North America）
    - 美國衝突列表（英语：List of conflicts in the United States）
    - 加拿大衝突列表（英语：List of conflicts in Canada）

  - 中美洲衝突列表（英语：List of conflicts in Central America）
  - 南美洲衝突列表（英语：List of conflicts in South America）
- 欧洲战争列表
- 亞洲衝突列表（英语：List of conflicts in Asia）
  - 涉及伊朗的戰爭列表（英语：List of wars involving Iran）
  - 中国战争列表
  - 日本战争列表
- 中东战争列表
  - 中东地区战争列表
  - 中東現代衝突列表（英语：List of modern conflicts in the Middle East）
- 非洲衝突列表（英语：List of conflicts in Africa）
  - 非洲之角的衝突（英语：Conflicts in the Horn of Africa）（東非）
  - 北非現代衝突列表（英语：List of modern conflicts in North Africa）
  - 非洲軍事史（英语：Military history of Africa）
- 大洋洲战争列表

## 按性质划分
- 獨立戰爭列表（英语：List of wars of independence）
- 跨越多場戰爭的軍事衝突列表（英语：List of military conflicts spanning multiple wars）
- 世界大戰
- 邊境戰爭列表（英语：List of border wars）
- 因外交异常延长的戰爭列表（英语：List of wars extended by diplomatic irregularity）
- 民主國家之間的戰爭列表（英语：List of wars between democracies）
- 王位繼承戰爭
- 內戰列表（英语：List of civil wars）
- 代理人戰爭列表（英语：List of proxy wars）
- 入侵列表（英语：List of invasions）
- 二戰後的州際戰爭列表（英语：List of interstate wars since 1945）
- 停滯的衝突（英语：Frozen conflict）

## 参見
- 世界歷史
- 战役列表
- 军事史
  - 歐洲軍事史
- 条约列表
- 虚构战争列表
- 造成重大伤亡的战争及灾难列表
- 伊斯兰世界战争列表